# HD 46375
HD 46375 (HIP  31246 / SAO  114040) es una estrella binaria situada a 109 años luz del sistema solar en dirección a la constelación de Monoceros, el unicornio. De magnitud aparente +7,84, es muy tenue para ser observada a simple vista. En 2000 se anunció el descubrimiento de un planeta extrasolar alrededor de la componente principal del sistema.
La estrella principal es una subgigante naranja de tipo espectral K1IV con una temperatura superficial de 5199 K.
Menos masiva que el Sol —tiene una masa equivalente a 0,91 masas solares—, su radio es similar al radio solar, lo que pone de manifiesto su estatus de subgigante; a diferencia de una enana naranja, la fusión nuclear en su núcleo está próxima a finalizar, lo que se traduce en un aumento de tamaño y luminosidad. Consecuentemente, parece ser una estrella muy antigua, con una edad de al menos 7700 millones de años; sin embargo, la edad estimada por su actividad cromosférica es sensiblemente inferior, en torno a 4960 millones de años.
Posee una metalicidad —abundancia relativa de elementos más pesados que el helio— superior a la del Sol en un 73 %.
La componente secundaria del sistema se mueve a una distancia media de 346 UA de la primaria. Tiene una masa estimada de 0,58 masas solares.

## Sistema planetario
El planeta extrasolar descubierto, HD 46375 b, orbita en torno a la estrella subgigante a una distancia media de 0,041 UA —unas 9000 veces más cerca que la distancia que separa las dos estrellas del sistema. Completa una órbita cada 3,024 días —72,6 horas—, siendo su masa mínima equivalente a 3/4 partes de la del planeta Saturno. 
| Acompañante (En orden desde la estrella) | Masa (MJ) | Período orbital (días) | Semieje mayor (UA) | Excentricidad |
| ---------------------------------------- | --------- | ---------------------- | ------------------ | ------------- |
| HD 46375 b                               | > 0,249   | 3,024                  | 0,041              | 0,04          |